# ジェフェルソン・フアン・ペレイラ・ドス・サントス
ジェフィーニョ（Jeffinho）ことジェフェルソン・フアン・ペレイラ・ドス・サントス（Jefferson Ruan Pereira dos Santos, 1999年12月30日 - ）は、ブラジルのプロサッカー選手。ボタフォゴFR所属。ポジションはフォワード、ミッドフィールダー。

## 経歴
ペレ・アカデミアで少年サッカーを始めた後、レゼンデの下部組織でキャリアをスタートさせた。2020年6月28日、カンピオナート・カリオカのマドゥレイラ戦で後半に途中出場し、プロデビュー。初ゴールも記録した。
レゼンデで活躍を続け、2021シーズンはセリエDのガマに期限つき移籍。
当初はリザーヴチームに所属していたが、2022年6月、監督のルイス・カストロからトップチームに召集された。6月19日、アウェイで迎えたインテルナシオナル戦でレンソ・サラビアとの交代で途中出場し、セリエA初出場。
8月26日、ボタフォゴは買い取りオプションを行使し、ジェフィーニョと3年契約を交わした（保有権はボタフォゴが60%、レゼンデが40%）。
2023年1月31日、4年半の契約、1,000万ユーロの移籍金（最大250万ユーロのボーナスあり）でフランスのリヨンに移籍。2月28日、クープ・ドゥ・フランス準々決勝のグルノーブル戦で移籍後初ゴール挙げると、6月3日、最終節のニース戦ではリーグ・アン初ゴールを記録した。
2024年1月5日、同年末までのローンバックでボタフォゴに復帰することが発表された。

## 個人成績
| 国内大会個人成績 | 国内大会個人成績 | 国内大会個人成績 | 国内大会個人成績 | 国内大会個人成績 | 国内大会個人成績 | 国内大会個人成績 | 国内大会個人成績 | 国内大会個人成績 | 国内大会個人成績 | 国内大会個人成績 | 国内大会個人成績 |
| 年度             | クラブ           | 背番号           | リーグ           | リーグ戦         | リーグ戦         | リーグ杯         | リーグ杯         | オープン杯       | オープン杯       | 期間通算         | 期間通算         |
| 年度             | クラブ           | 背番号           | リーグ           | 出場             | 得点             | 出場             | 得点             | 出場             | 得点             | 出場             | 得点             |
| ブラジル         | ブラジル         | ブラジル         | ブラジル         | リーグ戦         | リーグ戦         | ブラジル杯       | ブラジル杯       | オープン杯       | オープン杯       | 期間通算         | 期間通算         |
| ---------------- | ---------------- | ---------------- | ---------------- | ---------------- | ---------------- | ---------------- | ---------------- | ---------------- | ---------------- | ---------------- | ---------------- |
| 2021             | ガマ             |                  | セリエD          | 5                | 0                | -                | -                | -                | -                | 5                | 0                |
| 2022             | ボタフォゴ       | 47               | セリエA          | 24               | 2                | 2                | 0                | -                | -                | 26               | 2                |
| フランス         | フランス         | フランス         | フランス         | リーグ戦         | リーグ戦         | F・リーグ杯      | F・リーグ杯      | フランス杯       | フランス杯       | 期間通算         | 期間通算         |
| 2022-23          | リヨン           | 47               | リーグ・アン     | 9                | 1                | -                | -                | 2                | 1                | 11               | 2                |
| 2023-24          | リヨン           | 47               | リーグ・アン     | 10               | 1                | -                | -                | 0                | 0                | 10               | 1                |
| ブラジル         | ブラジル         | ブラジル         | ブラジル         | リーグ戦         | リーグ戦         | ブラジル杯       | ブラジル杯       | オープン杯       | オープン杯       | 期間通算         | 期間通算         |
| 2024             | ボタフォゴ       | 47               | セリエA          |                  |                  |                  |                  | -                | -                |                  |                  |
| 通算             | ブラジル         | ブラジル         | セリエD          | 5                | 0                | 0                | 0                | -                | -                | 5                | 0                |
| 通算             | ブラジル         | ブラジル         | セリエA          | 24               | 2                | 2                | 0                | -                | -                | 26               | 2                |
| 通算             | フランス         | フランス         | リーグ・アン     | 19               | 2                | -                | -                | 2                | 1                | 21               | 3                |
| 総通算           | 総通算           | 総通算           | 総通算           | 48               | 4                | 2                | 0                | 2                | 1                | 52               | 5                |